# Chrotomys
Genre
Chrotomys est un genre de rongeurs de la sous-famille des Murinés.

## Liste des espèces
Ce genre comprend les espèces suivantes :
- Chrotomys gonzalesi Rickart and Heaney, 1991
- Chrotomys mindorensis Kellogg, 1945
- Chrotomys silaceus Thomas, 1895
- Chrotomys whiteheadi Thomas, 1895